# 夏止善
夏止善，字復初，浙江余杭人，明朝官员、进士出身。

## 生平
洪武十八年，登进士，后升任礼部郎中。